# ガーデンシティ駅 (LIRR)
ガーデンシティ駅（英: Garden City）とは、ニューヨーク州ガーデンシティ村に便宜をはかるロングアイランド鉄道の5つの駅のうちの1つである。この駅はヘンプステッド支線にあり、7丁目のうちヒルトン・アベニューとカテドラル・アベニューに挟まれた区間、ガーデンシティ・ホテルの真向かいにある。この駅は2つ駅舎を持つ数少ないLIRRの駅の1つである。ガーデンシティ駅は当初1872年にロング・アイランド・セントラル鉄道により建設され、その後1898年にLIRRにより改築された。歩行者用トンネルが1915年に追加され、大規模な修復工事が21世紀初頭に行われた。
ガーデンシティ・ホテルの影に立っているだけでなく、ガーデンシティ駅はガーデンシティ公共図書館 (Garden City Public Library) の隣でもある。この駅は線路の両側の6・7丁目に居住者用駐車場を有し、無制限の無料駐車場も付近のスチュアート・アベニューのうちヒルトン・アベニューとフランクリン・アベニューに挟まれた区間に、またオフピーク時間帯に無料の駐車場がカテドラル・アベニュー付近の6丁目沿いある。

## 外部リンク

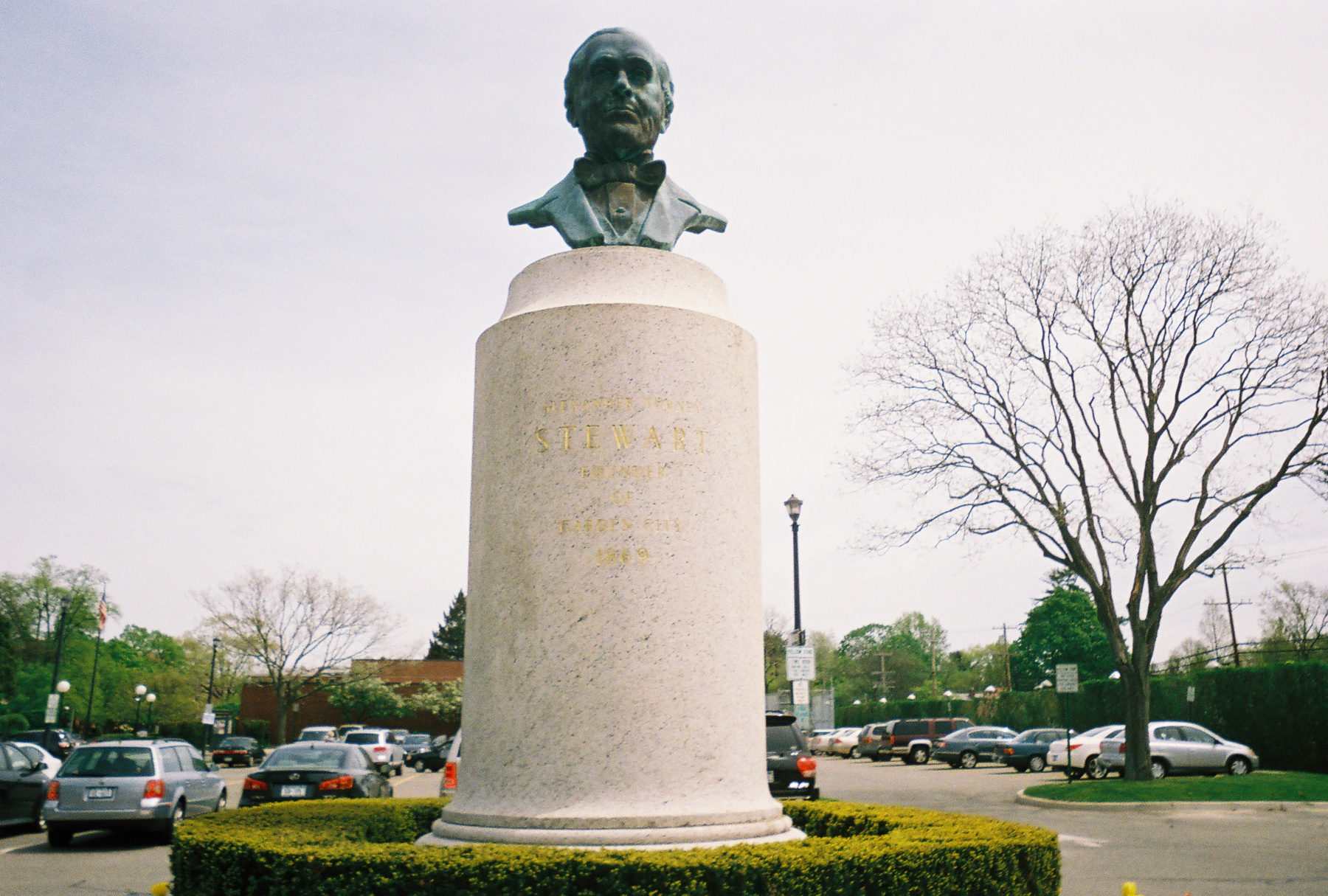
駐車場にあるアレクサンダー・ターニー・スチュアートの胸像

## 駅構造
| 1 | ■ヘンプステッド支線 | ニューヨーク方面 （ナッソー・ブルバード）         |
| 2 | ■ヘンプステッド支線 | ヘンプステッド方面 （カントリー・ライフ・プレス） |

この駅は高床の単式ホームを2面有し、どちらも有効長は10両である。1番線と隣接する北側のプラットホームは通常西行きまたはニューヨーク行き列車が使用する。2番線と隣接する南側のプラットホームは通常東行きまたはヘンプステッド行き列車が使用する。ここでは2線である。